# Sturzkampfgeschwader 76
La Sturzkampfgeschwader 76 (St.G.76) (76e escadron de bombardement en piqué) est une unité de bombardements en piqué de la Luftwaffe pendant la Seconde Guerre mondiale.

## Opérations
Le St.G.76 a mis en œuvre des avions Junkers Ju 87B.

## Organisation
Le St.G.76 n'a été que partiellement constitué, sans Geschwaderstab (état-major d'escadron) avec seulement un gruppe. 

### I. Gruppe
Formé le 1er mai 1939 à Graz à partir du I./St.G.168 avec :
- Stab I./St.G.76 à partir du Stab I./St.G.168
- 1./St.G.76 à partir du 1./St.G.168
- 2./St.G.76 à partir du 2./St.G.168
- 3./St.G.76 à partir du 3./St.G.168

Le 9 juillet 1940, le I./St.G.76 devient I./St.G.3 avec :
- Stab I./St.G.76 devient Stab I./St.G.3
- 1./St.G.76 devient 1./St.G.3
- 2./St.G.76 devient 2./St.G.3
- 3./St.G.76 devient 3./St.G.3

Gruppenkommandeure (Commandant de groupe) :
| Début        | Fin            | Grade     | Nom               |
| ------------ | -------------- | --------- | ----------------- |
| 1er mai 1939 | 9 juillet 1940 | Hauptmann | Walter Sigel (en) |